# Le gelosie villane
Le gelosie villane è un dramma giocoso in tre atti del compositore Giuseppe Sarti su libretto di Tommaso Grandi.
L'opera fu rappresentata per la prima volta nel novembre 1776 al Teatro San Samuele di Venezia. Come per molte altre opere di Sarti, questo lavoro fu in seguito regolarmente allestito durante l'ultimo quarto del XVIII secolo.
Il dramma giocoso è una satira sulle relazioni amorose tra un marchese ed alcune giovani villane della sua tenuta.
Il libretto de Le gelosie villane fu successivamente messo in musica anche da Pasquale Anfossi, e la sinfonia d'apertura recuperata nelle riprese viennesi (1783) e di Dresda (1784) de' Fra i due litiganti il terzo gode.